# Fernand Legout-Gérard
Fernand, Marie, Eugène Le Gout-Gérard, né le  29 octobre 1856 à Saint-Lô, et décédé à Paris, le 14 août 1924, est un artiste peintre, aquarelliste et aquafortiste français.

## Biographie
Fils d'Auguste Le Gout-Gérard et d'Antoinette Augustine Adeline, il est élève au collège de Saint-Lô et devient percepteur et fondé de pouvoir de la Trésorerie générale de la Manche.
Il découvre Concarneau (Finistère) vers 1890 et y reviendra par la suite pendant plus de quarante ans. À 33 ans, il décide d'abandonner son métier pour la peinture. Membre de la Société nationale des beaux-arts et de la Pastel Society de Londres, il est nommé peintre officiel de la Marine, le 27 septembre 1900.
Il épouse le 10 juillet 1893 à Paris 9e Philippe Marie Louise Renée Charbonnier, née le 26 avril 1870 à Paris 2e de Joseph Alexandre Chabonnier, homme de lettres, et Marie-Louise Gigault de la Bédollière, et décédée 11 juin 1957 à Concarneau.
Il s'installe à Concarneau en 1903, s'affirmant comme le « peintre par excellence des marchés et des ports de la Bretagne ». Il préside le comité de la Fête des Filets Bleus et est un ardent défenseur des remparts de la ville close. Il se consacre entièrement à la peinture. Sa maison, la célèbre villa Ty Ker Moor, devient un lieu de rendez-vous des « peintres de Concarneau ». Il peint les marchés, les foires, les retours de pêche. Il est notamment l'ami du couple d'artistes Emmy Leuze-Hirschfeld et Emil-Benediktoff Hirschfeld.
Peintre des silhouettes, il croque des femmes en coiffe, des enfants. C'est un peintre fétiche des amoureux, des scènes de la vie quotidienne et des scènes pittoresques.
L'artiste a beaucoup représenté la Bretagne ; il reste l'un des peintres les plus représentatifs du « groupe de Concarneau ». Il a produit un certain nombre d'eaux-fortes en couleurs imprimées chez Eugène Delâtre et inspirées du monde maritime.
Chevalier par décret du 16 mai 1910, il est promu officier de la Légion d'Honneur le 28 février 1924.
Propriétaire d'un atelier au dernier étage de l'hôtel particulier du 93 rue Ampère, il meurt le 11 août 1924 en son domicile du 110 boulevard Pereire à Paris 17e et est inhumé au cimetière du Père-Lachaise. 

## Œuvre
Sélection d'œuvres :
- Barques sardinières devant la Ville close (Collection particulière, vendu 6 200 € au musée des beaux-arts de Brest en juillet 2012[4])
- Cotriade devant la Ville close (huile sur toile, 54 cm × 65 cm)[5]
- Scène de marché sur le port de Concarneau (15 cm × 22 cm)[5]
- Concarneau, retour de pêche, l'attente des Bretonnes (huile sur toile, 81 cm × 100 cm)[5]
- Quai animé à Concarneau (vers 1910)
- Dans le port à Concarneau (1899, huile sur toile, 46 x 38,5, Musée des Beaux-arts de Reims)
- Retour de pêche, soleil couchant (huile sur toile, 38 cm × 46 cm)[5]
- Marché aux étoffes à Quimper (huile sur toile, 46 cm × 55 cm)[5]
- Le ciel (15 cm x 18 cm, huile sur bois, musée des beaux-arts de Brest)[6]
- La place Terre-au-Duc à Quimper, (huile sur toile, 46 x 54 cm, 1910, Musée des Beaux-Arts de Quimper)
- Marché au Faouët (huile sur panneau, musée du Faouët)

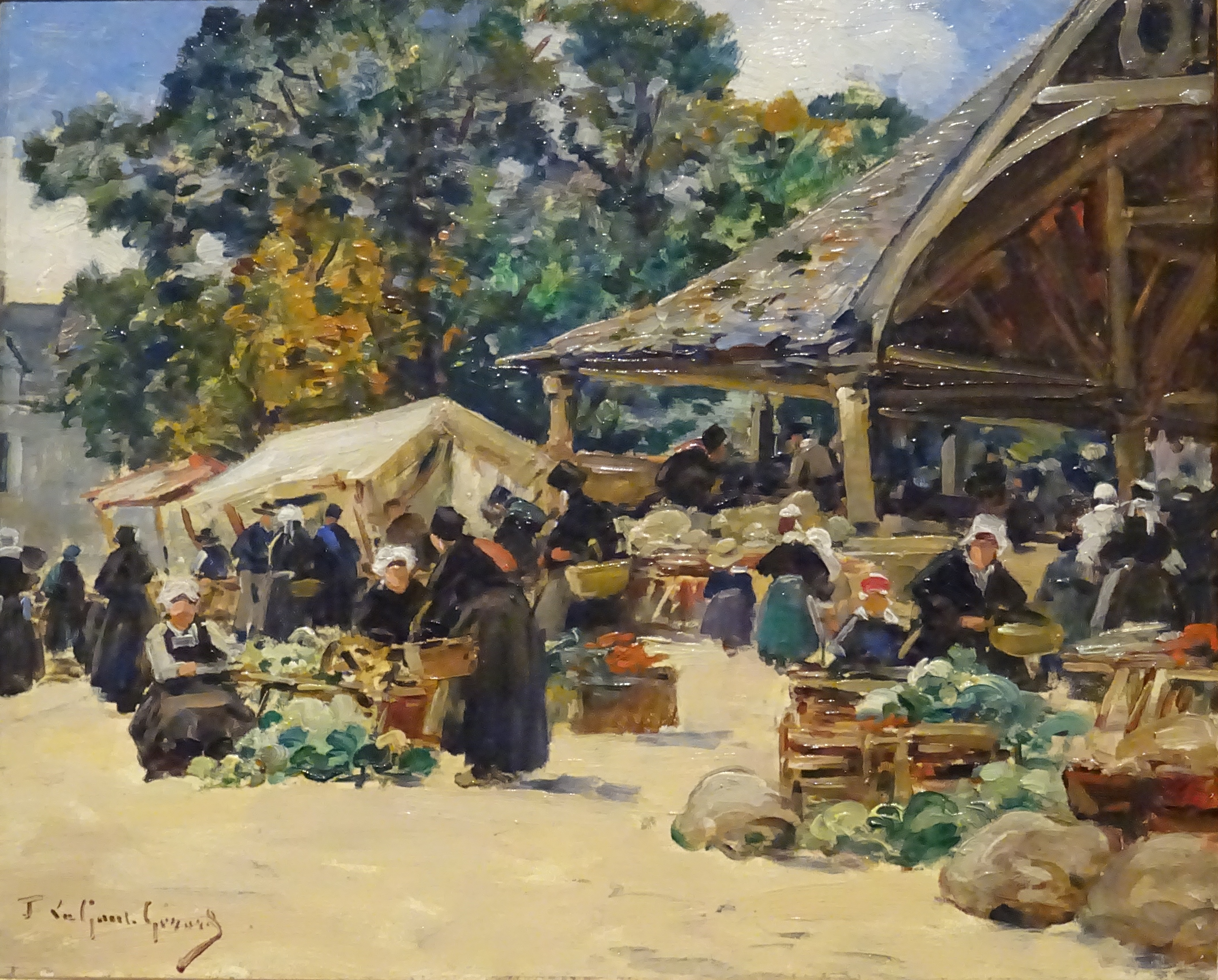
Marché au Faouët (Morbihan).
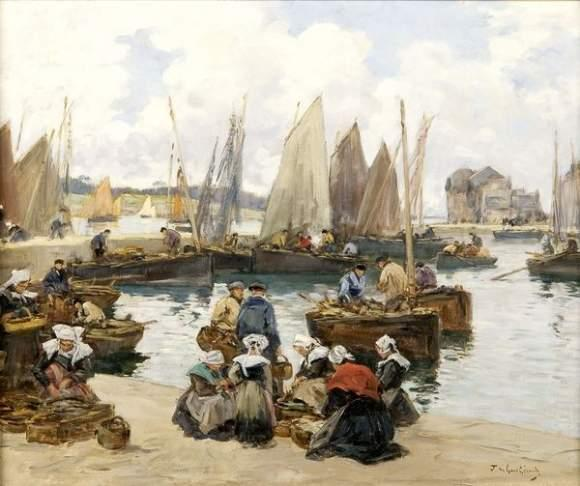
Voiliers au port de Concarneau.
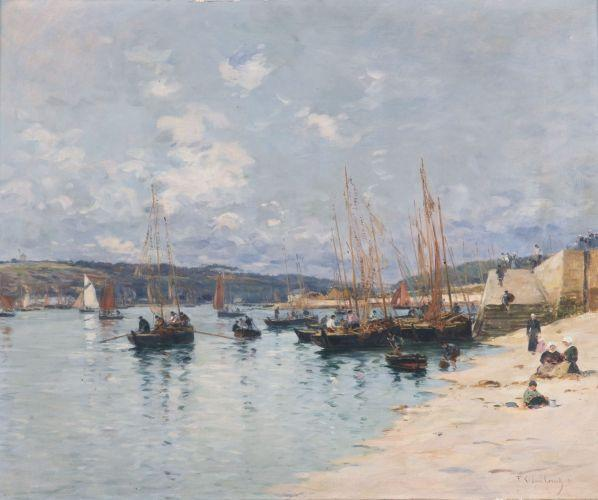
Vue de Concarneau.
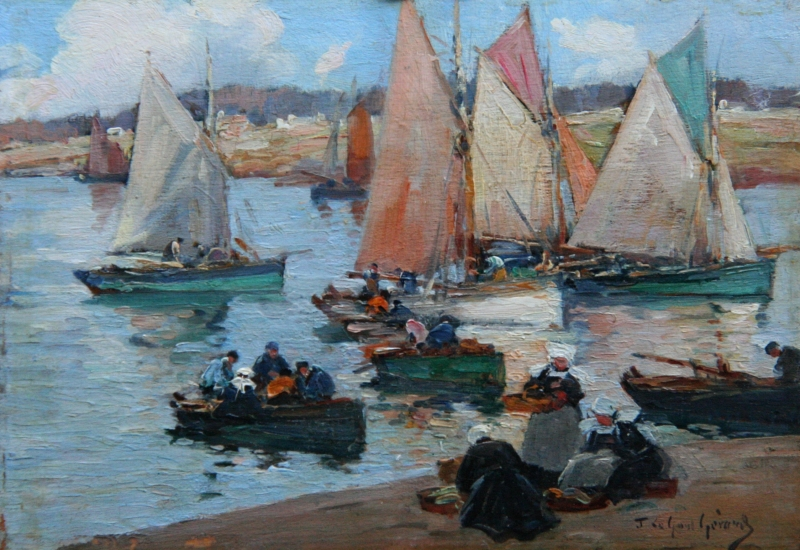
Retour de pêche à Concarneau.
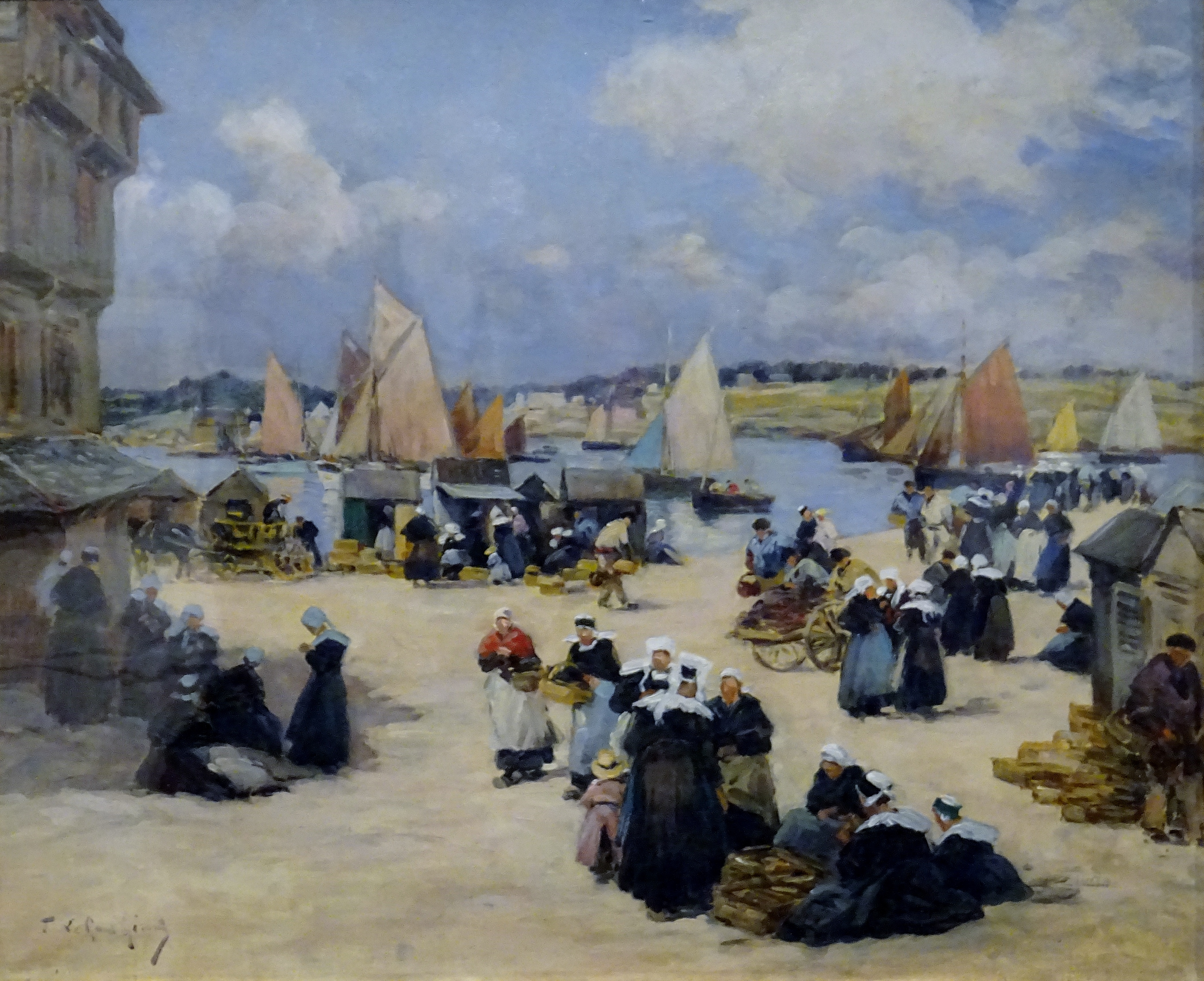
Quai animé à Concarneau (vers 1910).
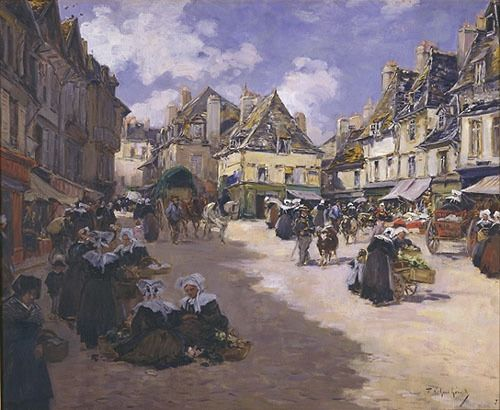
La place Terre-au-Duc à Quimper.